# スパルタカス レジェンド
『スパルタカス レジェンド』（英: Spartacus Legends）は 、カンフーファクトリーによって開発され、2013年、ユービーアイソフトによってPlayStation 3およびXbox 360で公開された無料の格闘型ゲームソフトである。

## 概要
Xbox Liveでは2013年6月26日から、PlayStation Storeでは同年8月7日から配信がスタートした無料のゲームソフトである。プレイヤーは自分の分身であるグラディエーターを操り、名声のために数々のアリーナで死闘を繰り広げていく。CPU戦の他、オンラインでは対戦プレイも可能となっている。本作の舞台は古代ローマで奴隷剣士による命をかけた戦いの姿が描かれている。　
また、ゲームについては課金制となっている。

## 原作
本作は、剣闘士の時代を描くTVドラマ『スパルタカス』シリーズと、ユービーアイソフトのコラボレーションによって作られたアクションゲームである。『スパルタカス』シリーズはアメリカのケーブルテレビ向けネットワーク・Starzにおいて放送された人気番組で、日本でもスター・チャンネルにて吹替版が放送されている。

## ゲームシステム
グラディエーターの開発を可能にするスキルシステム、および世界ランキングにも表示され、マルチプレイヤーにも対応している。